# Urfahr-Umgebung (distrito)
| Distrito de Urfahr-Umgebung                                          |                                          |
| Estado                                                               | Alta Áustria                             |
| Capital                                                              | Linz                                     |
| Área                                                                 | 649,33 km²                               |
| População                                                            | 80 782 habitantes (1 de janeiro de 2010) |
| Densidade                                                            | 124 hab./km²                             |
| Website                                                              | site oficial                             |
| Localização de Distrito de Urfahr-Umgebung no estado de Alta Áustria |                                          |
|                                                                      |                                          |

Urfahr-Umgebung é um distrito da Áustria localizado no estado da Alta Áustria.

## Cidades e municípios
Urfahr-Umgebung possui 27 municípios, sendo três com estatuto de cidade (Stadtgemeinde) e 12 com estatuto de mercado (Marktgemeinde):
| Cidades: 1. Bad Leonfelden 2. Gallneukirchen 3. Steyregg Mercados: 1. Altenberg bei Linz 2. Feldkirchen an der Donau 3. Gramastetten 4. Hellmonsödt 5. Oberneukirchen 6. Ottensheim 7. Reichenau im Mühlkreis 8. Reichenthal 9. Schenkenfelden 10. Vorderweißenbach 11. Walding 12. Zwettl an der Rodl | Municípios: 1. Alberndorf in der Riedmark 2. Eidenberg 3. Engerwitzdorf 4. Goldwörth 5. Haibach im Mühlkreis 6. Herzogsdorf 7. Kirchschlag bei Linz 8. Lichtenberg 9. Ottenschlag im Mühlkreis 10. Puchenau 11. Sonnberg im Mühlkreis 12. Sankt Gotthard im Mühlkreis |